# Dal (Arabische letter)

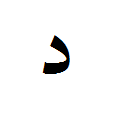
Dal in geïsoleerde vorm

Dāl of eenvoudig Dal, دال, is de achtste letter van het Arabisch alfabet. Hij stamt af van de letter daleth uit het Fenicische alfabet en is daardoor verwant met de Latijnse D, de Griekse delta en de Hebreeuwse daleth. Aan de dal kent men de getalswaarde 4 toe.
De van de dal afgeleide letter dhal heeft een eigen ingang in deze encyclopedie.

## Uitspraak
De dal spreekt men uit als de Nederlandse D van "deur", ook aan het eind van een woord.
Aangezien de dal een zonneletter is, assimileert hij een voorafgaand bepaald lidwoord "al". Voorbeeld "de les" - الدرس : uitspraak niet "al-dars" maar "ad-dars".

## Verbinden
De dal is een "non-connector", dat wil zeggen dat men hem niet met de volgende letter kan verbinden en hij alleen een geïsoleerde vorm en eindvorm heeft, maar geen begin- of middenvorm. Voorbeeld: in الدرس staat de op de dal volgende ra ر los van de dal.

## Dal in Unicode
| Unicode Codepoint | U+062F            |
| Unicode-Name      | ARABIC LETTER DAL |
| HTML              | &#1583;           |
| ISO 8859-6        | 0xcf              |

Basisalfabet: ا (alif) · 
ب (ba) · 
ت (ta) · 
ث (tha) · 
ج (jim) ·
ح (ḥa) ·
خ (kha) ·
د (dal) ·
ذ (dhal) ·
ر (ra) ·
ز (zai) ·
س (sin) ·
ش (sjin) ·
ص (ṣad) ·
ض (ḍad) ·
ط (ṭah) ·
ظ (ẓa) ·
ع (ain) ·
غ (gain) ·
ف (fa) ·
ق (qaf) ·
ك (kaf) ·
ل (lam) ·
م (mim) ·
ن (nun) ·
ه (ha) ·
و (waw) ·
ي (ya)
Aanvullende tekens: ء (hamza) ·
آ (alif madda) ·
ة (tāʾ marbūṭa) ·
ى (alif maqṣūra) ·
لا (lām-alif)
Klinkertekens: fatḥa ·
kasra ·
ḍamma ·
shadda ·
sukūn ·
waṣla